# サンプリング周波数
サンプリング周波数（サンプリングしゅうはすう）、または標本化周波数は、音声等のアナログ波形をデジタルデータにするために必要な処理である標本化（サンプリング）において、単位時間あたりに標本を採る頻度。単位はHzが一般に使われるが、sps (sample per second) を使うこともある。
サンプリングレート、サンプルレートとも呼ばれる。

## 概要
ある波形を正しく標本化するには、波形の持つ周波数成分の帯域幅の2倍より高い周波数で標本化する必要がある（これをサンプリング定理と呼ぶ）。
逆に、サンプリング周波数の1/2の帯域幅の外側の周波数成分は、復元時に折り返し雑音となるため、標本化の前に帯域制限フィルタにより遮断しておかなければならない。
音楽CDで使用されるサンプリング周波数は44.1kHzであるため、直流から22.05kHzまでの音声波形を損なわずに標本化できる。あらかじめ、カットオフ周波数20kHzないし22kHz程度のローパスフィルタで前処理が行なわれているが、人の可聴域の上限20kHzにほぼ一致しているため、実用上問題なく音声を再現できることになる。理論的には22.05kHzまで伝送可能だが、いかに急峻な減衰特性を持つフィルタといえども無限の減衰勾配を持つことはできない。22.05kHz以上で所定の減衰特性を持ち、かつできるだけ広い通過帯域と許容できる位相特性を持つフィルタとして、古いCDでは20kHz前後のカットオフ特性が選ばれることが多く、最低18kHzあたりから急激に減衰し21kHz付近でほぼ音は出なくなっていた。ただし現在ほとんどのCDでは22kHzぎりぎりまで音が出るようになっており、スペクトラムアナライザーソフトで容易に確認できる。
50kHzから60kHz以上のサンプリング周波数は人間にとって有用な情報をもたらさない。初期のプロオーディオメーカーが50kHz周辺のサンプリング周波数を選んだのはその理由による。
オーディオ機器で96kHzや192kHzなどのより高いサンプリング周波数が販売面で好まれる場合もあるが、研究の結果、人間にとって超音波が聴覚できないことがわかっている。しかしながら、超音波が相互変調歪みの形で聴こえる場合もある。これは元の音源にはなかった音である。
高サンプリング周波数の利点は、ADCやDACのローパスフィルタの設計の要求を緩和できることにある。ただし、最近のΔΣ変調によるオーバーサンプリングコンバータにとって、この利点は重要ではない。
プロのエンジニアの国際団体であるAudio Engineering Societyは音源の制作、編集過程においてPCM 48kHzを多くの場面で適用することを推奨している。コンシューマ用途ではCDなど44.1kHz、通信用途では32kHz、アンチエイリアシング・フィルタを緩和するためには96kHzを使用することも可能としている。
また、フィルム映画やテレビジョン信号も、本来時間的に連続した画像を離散的な時刻で撮影した「コマ」を記録・再生するので、フレームレートも広い意味でのサンプリング周波数ととらえ、三次元ビデオ信号処理として扱われる。これは特にフレームレート変換を伴う方式変換技術や、インターレース/プログレッシブ走査変換、フレーム間圧縮を伴う高効率符号化技術などでは重要な概念である。

## サンプリング周波数の選択
サンプリング周波数は、原理的には標本化すべき原信号の最も高い周波数成分（帯域幅）の2倍より高い任意の周波数でよいが、放送や録音などでは一度決めると互換性の点から変更することが難しい。T1回線の電話の8kHzのように「キリのよい」周波数が選ばれるとともに、既存のシステムとの互換性（または非互換性）をもとに選ばれることも多い。
CD-DAなどのサンプリング周波数44.1kHzは、一見するとキリの悪い意味のない周波数に見えるが、これはPCMプロセッサーに由来する。すなわちテレビとその映像信号の水平同期周波数15.75kHzの 3×(14/15)倍である。1水平走査内に6標本（ステレオ各チャンネル3標本ずつ）をビデオ信号の形に変調して記録する。PCMプロセッサーで利用したVTRでは、垂直帰線区間をヘリカルスキャン方式の回転ヘッドの切替えタイミングとしており記録に使えないため、その付近の各フィールド毎17.5本（総走査線数の1/15）の走査線の部分を使っていない。
ただし、カラーテレビ放送のNTSCの水平同期周波数は(約)15.734 kHzで、VTRには15.734 kHzのものと15.75 kHzのものが混在していたため、サンプリング周波数も44.056 kHzと44.1 kHzが混在していた時期があった（CD-DAでは44.1 kHzに統一されている）。（NTSCのHSYNCは正確には 15.75 × (1000/1001) = 15.73426573426...(kHz) で、15.73426573426... × 3 × (14/15) = 44.0559440559... ≒ 44.056、15.75 × 3 × 14 / 15 = 44.1）
1970年代に世界で初めて実用デジタル音楽録音を実現した日本コロムビアのDN-023R（PCMプロセッサではない）では、どれかのヘッドが常に記録状態にあり、垂直帰線区間も全てそのまま記録できる2インチVTRを改造・使用したので、映像信号のすべてに記録でき、サンプリング周波数は47.25kHzと、水平同期周波数15.75kHzのちょうど3倍となっている。
1980年代末に開始した日本における衛星放送（及び、のちのDVDなど）の音声は48kHzのサンプリング周波数を使っている。
| 信号                             | 音声周波数帯域          | サンプリング周波数    | 備考 |
| -------------------------------- | ----------------------- | --------------------- | --- |
| 日本コロムビア（DENON）PCM録音機 | 20Hz～21kHz             | 47.25kHz              | 放送用バーティカルスキャン型VTRを使用 |
| EIAJ PCM録音機                   | 20Hz - 20kHz            | 44.1kHz               | ベータマックスやUマチックなどのヘリカルスキャン型VTRを使用                                                                                                  |
| CD-DA                            | 20Hz～20kHz             | 44.1kHz               | ヘリカルスキャン型VTRを使用したPCM録音機との互換性 |
| MD/Hi-MD Audio                   | 20Hz - 20kHz            | 44.1kHz               | |
| DCC                              | 20Hz - 22kHz (48kHz)    | 48kHz, 44.1kHz, 32kHz | |
| DVD-Video                        | DC〜44kHz (96kHz)       | 48kHz, 96kHz          | |
| DVD-Audio                        | DC〜88kHz (192kHz)      | 48kHz, 96kHz, 192kHz  | 44.1kHz, 88.2kHz, 176.4kHzにも対応。 |
| HD DVD                           | DC〜88kHz (192kHz)      | 48kHz, 96kHz, 192kHz  | |
| Blu-ray Disc                     | DC〜88kHz (192kHz)      | 48kHz, 96kHz, 192kHz  | DTS-HDマスターオーディオとドルビーTrueHDでは、チャンネル数が5.1ch以下の場合は、192kHzまで対応、7.1chの場合は96kHzまで対応。                                 |
| DVビデオ (MiniDVビデオ)          | 20Hz〜22kHz (48kHz)     | 32kHz, 48kHz          | |
| DAT                              | DC〜22kHz (48kHz)       | 32kHz, 44.1kHz, 48kHz | ごく一部のメーカー【パイオニア製等】に限り88.2kHz, 96kHzのハイサンプリング記録をサポート。                                                                  |
| NT （デジタルマイクロカセット）  | 20Hz～15kHz             | 32kHz                 | |
| リニアPCMレコーダー              | 20Hz - 44kHz (96kHz)    | 44.1kHz, 48kHz, 96kHz | ごく一部の機種に限り96kHzのハイサンプリング記録は非サポートの場合がある。また、ソニー製のごく一部の機種に限り192kHzのハイサンプリング記録がサポートされる。 |
| デジタルケーブルテレビ           |                         | 48kHz                 | |
| デジタル衛星放送テレビジョン     | 20Hz - 22kHz            | 48kHz                 | |
| CS-PCM放送                       | 20Hz - 22kHz (48kHz)    | 32kHz, 48kHz          | |
| 電話(ISDNなど)                   | 300Hz - 3.4kHz          | 8kHz                  | いわゆるIP電話ではなく、旧来の公衆回線のデジタル交換システム                                                                                                |
| 電話(高音質IP電話)               | 100Hz - (7kHz or 14kHz) | 16kHz or 32kHz        | 高音質IP電話、または G.711.1 Annex D |
| Super Audio CD                   | DC〜50kHz               | 2.8224MHz             | 次世代CD規格の1つ。ライバル規格はDVD-Audio。 |
| DSDレコーダー                    | DC〜100kHz (5.6448MHz)  | 5.6448MHz             | 2.8224MHzまでしか対応していないものもある。SACDの制作において、DSD録音をする際に使う。                                                                      |
| （参考）YouTube                  |                         | 48kHz                 | YouTube（モバイル含む）の動画のサンプリング周波数（WebM/Opus） AACまたはOpus (音声圧縮)が利用されており、Opusでは48kHzのみ。                                |

### サンプリングレートコンバータ
サンプリング周波数が異なる機器同士でも録音が出来るようにする装置を、サンプリングレートコンバータと呼ぶ。
例えば、BSのBモード音声をMD、または音楽用CD-R/CD-RWに録音しようとすると、サンプリング周波数はそれぞれ48kHzと44.1kHzとなり、そのままでは録音ができない。そこでサンプリングレートコンバータを用いると、MDレコーダー、およびCDレコーダー側でサンプリング周波数が44.1kHzに変換され、録音が可能になる。2010年現在の時点におけるデジタル入力端子が装備された（例外あり）MDレコーダー（据え置き型、ポータブル型）、およびCDレコーダーの大部分の機種にはサンプリングレートコンバータが内蔵されている。